# João Velho
João de Campos Velho (Rio de Janeiro, 2 de janeiro de 1984) é um ator brasileiro.

## Biografia
Filho da atriz Cissa Guimarães e do ator Paulo César Pereio, estreou na televisão na série juvenil Malhação, na pele do baterista Catraca da fictícia e saudosa Vagabanda, conhecido pelo peculiar e marcante bordão "tô mentindo? Falo mesmo!". No dia 20 de julho de 2010, João Velho perdeu seu irmão mais novo, Rafael Mascarenhas, morto num atropelamento em um túnel com curva fechada no Rio de Janeiro-RJ.

## Filmografia

### Televisão
| Ano  | Título                       | Personagem                     | Notas                          |
| ---- | ---------------------------- | ------------------------------ | ------------------------------ |
| 1995 | Malhação                     | Dado (criança)                 | Temporada 1                    |
| 2004 | Malhação                     | Olavo Ribeiro Júnior (Catraca) | Temporada 11                   |
| 2005 | A Lua Me Disse               | Gibraltar Fortunato            |                                |
| 2007 | Luz do Sol                   | Grilão                         | Episódio: "28 de março"        |
| 2008 | Faça Sua História            | Hélio                          | Episódio: "A Estrela de Irajá" |
| 2008 | Chamas da Vida               | José Silveira (Lagarto)        | Episódios: "12–14 de agosto"   |
| 2009 | Viver a Vida                 | Dr. Lauro Muniz                |                                |
| 2011 | Araguaia                     | Durval                         |                                |
| 2012 | Do Amor                      | Tomas                          |                                |
| 2013 | As Canalhas                  | Guto                           | Episódio: "Ingrid"             |
| 2014 | O Caçador                    | Geraldo                        | Episódio: "Pai Herói"          |
| 2015 | Malhação: Seu Lugar no Mundo | Marcos                         | Episódio: "1 de dezembro"      |
| 2017 | Sol Nascente                 | Comandante Felício             | Episódio: "14 de março"        |
| 2017 | Questão de Família           | Antônio                        | Temporada 3                    |
| 2017 | O Rico e Lázaro              | Madai                          |                                |
| 2018 | Malhação: Vidas Brasileiras  | César Mota                     | Episódio: "13–23 de maio"      |
| 2021 | Passaporte para Liberdade    | Ludo Hass                      |                                |
| 2024 | Reis                         | Ben-Geber                      |                                |

### Cinema
| Ano  | Título                | Personagem |
| ---- | --------------------- | ---------- |
| 2003 | Harmada               | —          |
| 2003 | Superstição           | —          |
| 2013 | Jogo das Decapitações | Jairo      |

### Teatro
| Ano  | Título                               |
| ---- | ------------------------------------ |
| 2010 | Joaquim e as Estrelas                |
| 2011 | Chagall                              |
| 2012 | Eu é um outro (Rimbaud)              |
| 2013 | Edypop (Édipo)                       |
| 2017 | Bita e a imaginação que sumiu (Bita) |